# Matthew Grayling
 (décembre 2018).
Pour les articles homonymes, voir Grayling.
Matthew Grayling (né le 27 septembre 1963 à New Plymouth) est un cavalier néo-zélandais de concours complet.
Il participe aux Jeux olympiques d'été de 2004 à Athènes ; il est quinzième dans l'épreuve individuelle et cinquième dans l'épreuve par équipe.